# 荒诞派戏剧
荒诞派戏剧是指1940年代至1960年代主要兴起于欧洲的一个戏剧流派。“荒诞派戏剧”一词首先由马丁·艾斯林提出，他把它用作1961年出版的同名文学理论著作的标题:162。艾斯林认为这些剧作家的作品是加缪在《西绪福斯神话》中提出的哲学观念——“人生本来就是没有任何意义的”的文学表达。这些戏剧的共同特点是：类似杂耍，包含可怖的或悲剧的形象，人物处于无望境地、被迫重复无意义的举动，对白充满陈词滥调、文字游戏和废话，情节重复出现、或荒谬的展开，对现实主义的滑稽模仿或消解。主要代表有塞缪尔·贝克特、欧仁·尤内斯库、哈罗德·品特、让·热内、爱德华·阿尔比、瓦茨拉夫·哈维尔等。

## 起源
“荒诞派戏剧”这个术语由英国戏剧评论家马丁·艾斯林首创，他将自己一本探讨此类型戏剧的著作命名为“荒诞派戏剧”，此书于1961年首次出版，第三版也是最终修订版于2004年推出（平装本，含有作者新撰写的前言）。在首版《荒诞派戏剧》中，艾思林将这类剧作家的作品视为将艺术内涵赋予阿尔贝·加缪“人生本质上是无意义的”的哲学思想，正如加缪在其著作《薛西弗斯神话》中所阐述的那样。艾思林亦在首版中提出四位最具代表性的荒诞派剧作家：萨缪尔·贝克特、阿瑟·阿达莫夫、欧仁·尤内斯库及让·热内，并在第二版中加入了哈罗德·品特，不过他承认每位作家都有独特的专长和个性，远远超过了“荒诞”一词。 艾思林及其他评论家还将汤姆·斯托帕德、 弗里德里希·迪伦马特、 费尔南多·阿拉巴尔、爱德华·阿尔比、 鲍希思·维昂和尚·达迪厄也归为荒诞派剧作家。

## 重要先驱者
尽管“荒诞派戏剧”类别涵盖多种风格的戏剧作品，这些作品的风格还是有着共同的先驱者的。（艾思林[1961]）

### 伊丽莎白一世时期的悲喜剧
多数“荒诞派”戏剧的模式是悲喜剧。正如塞繆爾在《劇終》中所说：“没有什么比不幸更有趣了……这是世界上最有喜感的事情了。”艾思林将威廉·莎士比亚注为“荒诞派戏剧”这一特点的影响源。尤内斯库的《麦克贝特》与斯托帕德的《罗森·格兰兹与吉尔·登斯顿之死》在标题上便承认了莎士比亚的影响。弗里德里希·迪伦马特在其文章《戏剧问题》中提到：“对我们来说，仅有喜剧是很合适的……但悲剧性也有可能合适，尽管纯悲剧不可能。我们可以从喜剧中获得悲剧性。我们可以让其以一个惊恐的瞬间，或是一个突然打开的深渊呈现出来。确实，很多莎士比亚的悲剧实际上已是产生悲剧性的喜剧。”
按照艾思林的观点，尽管与极多悲剧并列，荒诞派戏剧亦反映了从即兴喜剧到歌舞杂耍表演的喜剧表演的多种伟大形式。类似地，艾思林将早期电影喜剧演员和歌舞剧艺术家，例如查理·卓别林、The Keystone Cops和巴斯特·基顿，也注为直接影响源（基顿甚至于1965年在贝克特的《Film》中出演）。

### 正式的实验
作为戏剧的一种实验形式，许多荒诞派剧作家使用了早期创新者运用的技巧。与荒诞派戏剧有关的作家有19世纪的胡话诗人，例如路易斯·卡罗和爱德华·里尔， 以及波兰剧作家斯坦尼斯瓦夫·伊格纳齐·维特凯维奇，还有俄国的 Daniil Kharms、Nikolai Erdman及其他人。与之有关的技巧有贝托尔特·布莱希特在《史诗剧场》中提出的间离效果，以及奥古斯特·斯特林堡的“梦剧”技巧。
一个经常被引用的先驱者是路伊吉·皮兰德娄，尤其是他的作品《六个寻找作者的剧中人》。皮兰德娄是一位评价甚高的戏剧实验家，他希望打破亨里克·易卜生等现实主义剧作家j假定的 第四面墙。根据W. B. Worthen的观点，“六个剧中人”和皮兰德娄的其他剧作运用“元剧场——角色扮演、戏中戏及对舞台局限和幻象的固定感知——来检验一个有关个人身份的极其戏剧化的视角”。
另一有影响力的剧作家是纪尧姆·阿波利奈尔，他的戏剧《蒂蕾西亚的乳房》是第一部被称为“超现实主义”的作品。

### 荒诞玄学、超现实主义和达达主义
一位共同的重要先驱者是阿尔弗雷德·雅里，他狂野、不敬、淫荡的“愚比”剧震惊了19世纪90年代的巴黎。同样，雅里在《Gestes et opinions du docteur Faustroll, pataphysicien》中首次提出的荒诞玄学的概念对之后的很多荒诞派剧作家都有所启发，其中一些人加入了1948年为了纪念雅里而创建的啪嗒学院（尤内斯库、阿拉巴尔和维昂被啪嗒学院授予了“卓越总督”（Transcendent Satrape）的称号）。阿尔弗雷德·雅里剧院由安托南·阿尔托和 Roger Vitrac成立，上演数部荒诞派戏剧，包括尤内斯库和阿达莫夫的作品。
阿尔托的“残酷戏剧”（于其著作《剧场及其复象》中提出）是尤为重要的哲学论述。阿尔托声称戏剧依赖于文学是不恰当的，戏剧的真正力量在于其发自内心的影响。阿尔托是一位超现实主义者，很多其他的现实主义者均对荒诞派剧作家有着深刻的影响。
荒诞主义亦经常与超现实主义的先驱——达达主义相比较（例如在苏黎世伏尔泰酒馆上演的特里斯唐·查拉的达达主义戏剧）。多数荒诞主义者与达达主义者和超现实主义者有着直接联系，例如尤内斯库、阿达莫夫和阿拉巴尔与当时仍居住在巴黎的超现实主义者都是朋友，包括保尔·艾吕雅、超现实主义的创始人安德烈·布勒东、以及将法国的布勒东等人创作的超现实主义诗作从法文翻译到英文的贝克特。

### 与存在主义的关系
荒诞派戏剧总是与存在主义联系在一起，在荒诞派戏剧冉冉升起之时，存在主义是在巴黎很有影响力的哲学思想。然而，若将荒诞派戏剧称为存在主义戏剧是有很多问题的。荒诞派戏剧之所以与存在主义有关联，部分是因为它是由阿尔贝·加缪主张的“荒诞主义”概念而得名，而加缪是位通常被称为存在主义者的哲学家，尽管他本人很反对被贴上这个标签。如果弗朗茨·卡夫卡的作品被标为存在主义，那么荒诞主义也应被称为存在主义：它体现了存在主义的某些思想，尽管作者本人并不承认自己是这种思想的追随者。就像汤姆·斯托帕德在访问中所言：“我不得不说我并不知道‘存在主义’这个词语的意义，直到它被用于《罗森·格兰兹与吉尔·登斯顿之死》。即使我现在并不认为存在主义是一个吸引人或看似合理的哲学思想，但这部剧（《罗森·格兰兹与吉尔·登斯顿之死》）显然可用存在主义术语或其它术语来阐释。”
很多荒诞主义者都与巴黎存在主义哲学的代言人让-保罗·萨特是同时代的人，但很少有存在主义者实际上承认萨特本人在《存在与虚无》中表达的存在主义哲学，但很多荒诞主义者都与萨特有着复杂的关系。萨特赞扬热内的戏剧作品，认为对于热内来说，“善良只是幻象，善良被毁灭后，邪恶不复存在”。
然而，尤内斯库强烈地厌恶萨特。尤内斯库指责萨特支持共产主义却忽视共产主义者犯下的暴行。他写下《犀牛》来批评这种盲目的顺从，无论是对纳粹主义还是共产主义。在全剧的结尾处，地球上剩下的最后一个人抵抗着变成犀牛。萨特质疑并批评《犀牛》：“为什么会有一个人在抵抗？至少我们可以了解到原因，但不对，我们连原因都了解不到。他抵抗只是因为他在那儿。”萨特的批评突显了荒诞派戏剧与存在主义的本质区别：荒诞派戏剧展现了一个人的失败，却不给出解决方案。Claude Bonnefoy在1966年接受访谈时比较了荒诞主义者与萨特和加缪的区别，他对尤内斯库说道：“在我看来，你和贝克特、阿达莫夫更少是从哲学思考或回归经典作品出发，而更多是从亲身体验和一种对发现新戏剧表达方式的渴望出发，这种新的方式可以最尖锐最直接地表达出你们的体验。如果萨特和加缪构思出了这些主题，你们可以用重要且时髦得多的方式将他们表现出来。”尤内斯库回答道：“我感觉这些严肃且重要的作家是在讨论荒诞与死亡，但他们从未真正赋予这些主题以生命，因为他们未曾以近乎非理性、发自内心的方式去感受过这些主题，因此他们的语言中便未曾出现过这些感受。他们的言词是浮华而雄辩的。这对阿达莫夫和贝克特来说是不争的事实，他们明显紊乱的语言便传达出这一点。”
与萨特的文学功用的概念相比，萨缪尔·贝克特最主要的关注点是人物以“失败”来克服“荒诞”。就像James Knowlson在《Damned to Fame》中说的那样，贝克特的作品聚焦于“贫穷、失败、流亡和失去——按他的说法，就是一个‘一无所知’且‘一无所能’的人。” 贝克特自己与萨特的关系因萨特在日志《Les Temps Modernes》中提到贝克特小说时的一个出版错误而变得更为复杂。贝克特说，尽管他喜欢《恶心》，他总体上认为萨特的写作风格“太过哲学化”，而他认为自己“并不是哲学家”。

## 历史
“荒诞派”或“新戏剧”运动发源于巴黎（左岸），是与拉丁区超小型剧院有关的先锋派运动。不少荒诞派剧作家，例如让·热内、让·达迪厄  和鲍希思·维昂均出生在法国。还有其他的很多荒诞派作家出生于别的国家，但曾居住于法国，并用法文进行创作：萨缪尔·贝克特出生于爱尔兰，欧仁·尤内斯库出生于罗马尼亚， [[]]出生于俄罗斯，亚历桑德罗·左杜洛夫斯基出生于智利，费尔南多·阿拉巴尔出生于西班牙。 随着荒诞派戏剧的影响力日渐增长，这种风格亦传到了其他国家——有些剧作家受到荒诞派剧作家的直接影响，有些则是被评论家们归为荒诞派剧作家。被艾思林认为是荒诞派戏剧的实践者的英国人有哈罗德·品特、汤姆·斯托帕德、 N. F. Simpson、 詹姆斯·桑德斯、和大卫·坎普顿；美国人有爱德华·阿尔比、 山姆·谢泼德、 杰克·盖尔伯,和约翰·奎尔；在波兰，有 塔德乌什·鲁热维奇、 斯瓦博米尔·穆罗杰格和Tadeusz Kantor；在意大利，有 迪诺·布扎蒂；在德国，有 彼得·魏斯、Wolfgang Hildesheimer,和君特·格拉斯.在印度， 有Mohit Chattopadhyay和Mahesh Elkunchwar。其他的国际荒诞派剧作家有：埃及的陶菲格·哈基姆、以色列的Hanoch Levin、西班牙的Miguel Mihura、葡萄牙的José de Almada Negreiros、俄罗斯的Mikhail Volokhov、保加利亚的Yordan Radichkov和剧作家兼前捷克总统瓦茨拉夫·哈维尔，以及其他来自捷克和斯洛伐克的剧作家。

### 遗产
许多后期的戏剧作品里常可见到对“荒诞派戏剧”元素的仿效，从更多数的先锋派或实验戏剧，例如Suzan-Lori Parks的《The Death of the Last Black Man in the Whole Entire World》和《The America Play》，到相对现实主义的剧作，例如大卫·马梅向哈罗德·品特的致敬之作《Glengarry Glen Ross》。爱尔兰剧作家马丁·马克唐纳在Pillowman等戏剧作品中使用了一些荒诞主义的主题与技巧，尤其令人联想起贝克特和品特。

## 戏剧特点
荒诞派戏剧不关注合乎逻辑的行为、现实生活中发生的事件或是传统的角色发展，它关注的是人们被困在不可知的世界主体中，无论发生的每件事情有多不合常理。不可知性这个主题伴随着因言语匮乏，人与人之间无法有效交流的概念。 马丁·艾思林所谓的荒诞，是“思想、纯洁与目的不可避免的贬值” 荒诞派戏剧就是要让观众“得出自己的结论，犯下自己的错误”。 “尽管荒诞派戏剧看起来没有任何情节可言，但它们有着自己的内涵，也可被理解。” 艾思林将“荒诞”的词典定义（音乐上指“不和谐”）与戏剧上的含义区分开：“戏剧中的荒诞是缺乏目的……一个人若和宗教的、形而上学的、超验的根基断绝联系，他就会迷失；他的全部行为都会变得无意义、荒诞及无用。”

### 角色
荒诞派戏剧的角色迷失并漂浮在不可知的世界里，他们放弃了理性的策略和散漫的思考，因为这些是不够用的。 很多角色看起来就像是只会执行固定程序的机器人，反复说着无谓的陈词滥调（尤内斯库将《椅子》中的老人和老太太称为“超级牵线木偶”） 这些角色通常是模式化、原型化的，或是像即兴喜剧中那样的扁平化人物形象。
而更复杂的角色往往陷于危机之中，因为他们身处的世界是不可理解的。例如，哈罗德·品特众多戏剧的主要角色，都是因受到他们无法理解的威胁而被困在与世隔绝的空间里。品特的第一部作品《房间》中的主角罗斯，就是受到侵犯她安全空间的莱利的威胁，尽管真正威胁她的人一直是一个谜——这类在安全空间内受到外部力量威胁的人物形象不断出现在品特的后期作品内（最有名的大概是《生日派对》）。弗里德里希·迪伦马特的《老妇还乡》里的主角伊尔，则是受到全世界最富有的女人克莱尔的威胁。克莱尔在全剧中有好几个丈夫，晚年回到家乡时已是人老珠黄。她向全镇的人许诺，若谁愿意杀死伊尔，她就给城镇一笔巨额捐款。 
荒诞派戏剧的角色也可能面对着被理智抛弃了的世界产生的骚乱。例如尤内斯库作品中屡次出现的角色贝朗热，在《不为钱的杀人者》中就面对着一位毫无动机的杀手，而他完全无法用逻辑说服杀手杀人是错误的。在《犀牛》中，贝朗热是地球上唯一一个未变成犀牛的人，他必须抉择是否要变成犀牛。角色有时也可能发现自己困在了一套程序里，或者按照元小说的自负说法是困在了一个故事里。比如说，在汤姆·斯托帕德的《罗森·格兰兹与吉尔·登斯顿之死》中，名义上的主角发现自己身处结局已写好的故事（《哈姆雷特》）中。
荒诞派戏剧的角色总是一对相互依存的伙伴，通常是两位男性角色或是一男一女，有些研究贝克特的学者将其称为“伪夫妻”。 两个人物可能会有大致平等或相互嫉妒的依存关系（像是《等待戈多》中的弗拉第米尔和爱斯特拉冈， 或是《罗森·格兰兹与吉尔·登斯顿之死》中的两位主角）；其中一个角色也许会明显处于支配地位并折磨处于被动地位的另一角色（像是《等待戈多》中的波卓和幸运儿，或是《劇終》里的哈姆与克洛夫）；角色间的关系也许会在全剧里发生剧烈的反转（像是尤内斯库的《上课》， 或是阿尔比的很多作品，例如《动物园的故事》 ）。

### 语言风格
尽管荒诞派戏剧的语言是出了名的无意义，但其大多数对话却是写实主义的。当角色们诉诸无意义的语言或陈词滥调时——此时语言失去了自身的指示功能，于是在角色间制造出误会——荒诞派戏剧因而与众不同。
 其语言总是有一定的语音学的、有节奏的、接近于音乐的质感，常常呈现出多种多样的喜剧趣味性。 例如尚·达迪厄 在《Theatre de Chambre》中对语言的运用，和音乐剧中的语言风格是一致的。与众不同的荒诞派戏剧语言，风格从无意义的陈词滥调，到杂耍歌舞剧式语句，再到无意义的胡话废话都有。比如，《秃头歌女》就是受到一本语言教学书的启发，书中的人物互相说着空洞的废话，这些陈词滥调用于不能算得上真正的沟通或交流。同样，《秃头歌女》中的角色们——正如很多荒诞派戏剧中的角色一样——重复进行着充满了陈词滥调的对话而并非在实质上的与人沟通。有些时候，对话是刻意地隐晦的；荒诞派戏剧语言的隐晦程度仅次于让舞台形象具体实物化的诗歌。  贝克特的很多戏剧为了激动人心的戏剧性场面而贬低语言的作用。  以“品特停顿”闻名的哈罗德·品特呈现了更多巧妙的隐晦语言，通常是角色们谈论的最重要的事情却被省略号或破折号代替。

### 情节
荒诞派戏剧几乎不会采用传统的情节结构。 情节可以是陈词滥调的不断反复，像是《等待戈多》和《秃头歌女》那样。 通常会有来自于神秘的外部力量的威胁，例如在《生日派对》中，两个陌生人闯进斯坦利家，用荒诞的问题折磨他，最后还把他拖走了，但自始至终都未曾揭晓原因。在品特后期的作品中，比如《看门人》 和《回家》，威胁不再来自外部，而是存在于封闭的空间内部。其他荒诞派戏剧作家也采用了这样的故事情节，像是爱德华·阿尔比的《优美的平衡》：哈里和埃德娜跑到他们的朋友家避难，因为他们突然感受到惊吓。  他们难以解释清楚是什么惊吓到他们：
哈里：什么都没有……但我们非常害怕。
埃德娜：我们……害怕极了……
哈里：我们被吓死了。就像是迷失了一样：仿佛又回到年轻时代，周围漆黑一片，我们是那么迷茫。没有……什么……可害怕的……可是……
埃德娜：我们害怕极了……那儿什么都没有……
缺失、空虚、虚无、还有未解的谜团，这些都是许多荒诞派戏剧情节的主要特点。 例如，在《椅子》中的老夫妇邀请众多宾客到家里做客，但这些客人是看不见的，所以我们只能看见许多无人入座的椅子，代表着他们的缺席。 同样，《等待戈多》的剧情也围绕着一个并不存在的、名为“戈多”的男人而展开，剧中的角色们都一直在等待他的出现。在许多贝克特的晚期剧作里，大多数特征都消失了，只剩下最简洁的画面：比如在《脚步声》中，一个女人缓慢地来回踱步。 又比如在《呼吸》中，舞台上只有一个垃圾堆和不停的呼吸声。
情结也有可能围绕一个无解的变形、超自然的变化、或者物理定律的转变。例如，在尤内斯库的《阿美代或怎样摆脱它》中，一对夫妇必须要处理一个不断变得越来越来的尸体。尤内斯库不曾完全揭示尸体的身份，死亡的原因，以及为什么它在不停地膨大。但这尸体最终却漂走了，其原因亦未得到解释。
在尚·达迪厄的《锁眼》中，一个爱慕者通过锁眼窥视一位女士脱衣至裸体。
像皮兰德娄一样，许多荒诞派剧作家使用元剧场的技巧来探索角色的实现、命运，以及剧场的
热内的许多剧作都是如此：例如在《女仆》中，两位女仆假扮成她们的主人；在《阳台》中，妓院老板在角色扮演游戏中上位，但戏剧与现实之间的界限开始变得模糊。另一个复杂的例子是《罗森·格兰兹与吉尔·登斯顿之死》：这是一个关于两个《哈姆雷特》里的配角的戏剧，这些角色与出演《哈姆雷特》里的戏中戏《捕鼠器》的角色有着不同的境遇。在斯托帕德的《戏谑》中，詹姆斯·乔伊斯和特里斯唐•·拉在《不可儿戏》这一情节中悄然现身。
情节常常是循环的。比如《劇終》就在故事结束的地方拉开帷幕 ——在戏剧开始处，克洛夫说：“结束了，它结束了，快结束了，一定是快结束了。” ——全剧自始至终都在探索循环、周期和重复的主题。